# 皮斯基戰役
皮斯基战役是烏軍與俄軍在2022年俄羅斯入侵烏克蘭裏顿巴斯战役期间的交戰，從7月28日到8月2日在皮斯基發生。

## 背景
皮斯基是顿涅茨克州的一个前线定居点，被认为是一个鬼鎮，自2014年以来已是人煙稀少。战斗前，乌克兰的第56摩托化旅在該村花了數年時間加固，而他們的駐地只离親俄武裝的範圍只有几码远。驻军人员利用地下室進行堑壕战，并使用高速公路的桥作为集结区。親俄武裝指责乌克兰軍隊利用皮斯基据点炮击頓涅茨克人民共和國的首都顿涅茨克市。
在2022年俄羅斯入侵烏克蘭的東部攻勢期間，俄軍和親俄武裝集中攻打頓巴斯地區，其中包括皮斯基。這區包含了烏克蘭的頓涅茨克州和盧甘斯克州，並在2014年乌克兰亲俄动乱有部分受親俄武裝佔領。在2022年開戰之前，阿夫迪伊夫卡是雙方衝突的主要地方，離皮斯基僅有3公里。
2022年3月13日，俄軍轰炸了阿夫迪伊夫卡焦炭厂。3月17日，俄軍和親俄武裝向皮斯基以南几公里的馬林卡进攻。像皮斯基一样，马林卡在開戰前，已座落於雙方分界的防御据点。
4月18日晚上，俄军在東烏克蘭遍地發動大型襲擊，重啟顿巴斯战役。6月13日，乌克兰军队发动炮击，据报道袭击了顿涅茨克市的一个市场，造成5人死亡。頓涅茨克人民共和國當局，指责乌克兰方面从皮斯基和克拉斯諾霍里夫卡的範圍发动炮击。7月28日至29日晚上，在頓涅茨克人民共和國的一座戰俘營被摧毁。俄軍指责乌克兰軍隊从皮斯基、马林卡和武赫萊達爾地区用美国提供的海馬斯（HIMARS）发动了攻击，并在同一天决定向这三个地方進攻。

## 战鬥
7月28日，頓涅茨克人民軍和俄罗斯军队发起了阿夫迪伊夫卡戰役，攻擊了克拉斯诺霍里夫卡、皮斯基和阿夫迪伊夫卡以北的地方，並成功有進展。7月31日，乌克兰总参谋部报告指，俄軍試圖在卡姆揚卡和皮斯基周围推进，取得了“部分成功”。頓涅茨克人民共和國的副新闻部长声称，俄軍和親俄武裝在皮斯基东南郊的位置获得了阵地，与乌方的报道一致。阿夫迪伊夫卡市军事管理局局长VitaliiBarabash说，阿夫迪伊夫卡只剩下战前人口的10%，即大约2,500人。
乌克兰在8月5日表示，俄罗斯奪下了 Butivka 煤矿，并声称烏軍被推到了阿夫迪伊夫卡的郊区。頓涅茨克人民共和國声称其军队和俄罗斯在这一天占领了皮斯基，但乌克兰拒绝这说法。8月7日，俄罗斯国防部表示，其部队正在袭击该村并清除“民族主义者”。战斗画面显示，俄軍已控制皮斯基的中心地帶。到8月12日，战争研究所根据战斗画面和卫星图像報告指，表示皮斯基的大多地区已被俄軍的火炮而夷为平地，包括TOS-1火箭炮系统。
据报道，俄軍和親俄武裝載戰場上使用消耗戰，造成損失高昂。根據這模式，俄軍先使用重炮來轰击乌方的防御，然後用步兵攻击，因為烏方比較缺乏反炮火的軍力。乌克兰陆军第56摩托化旅的一名士兵写道：“这个营只是用他们的身体来阻止猛攻，”并补充说，“如果没有反炮战，它就会变成一个毫无意义的绞肉机，我们大量的步兵將在一天内被碾碎”。参加战斗的乌克兰指挥官后来在8月28日声称，乌克兰在争夺皮斯基的战斗中共有500人死亡。

### 俄軍戰勝
8月13日，俄罗斯国防部和頓涅茨克人民共和國当局再次声称已经完全控制皮斯基，然而，乌克兰东部司令部否认了俄罗斯的说法，并表示争夺村庄控制权的冲突仍在继续。战争研究所评估说，俄軍和親俄武裝到此日期可能还没有完全俘虏和清除皮斯基，但他们已经开始巩固该地区的阵地，以进一步攻击周围的定居点。
8月21日，车臣领导人拉姆赞·卡德罗夫声称俄罗斯军队已经巩固了对皮斯基的控制，并且正在进行排雷行动。8月24日在线发布的地理定位镜头显示，頓涅茨克人民共和国军队在皮斯基中心附近悬挂苏联胜利旗帜，似乎并不关心乌克兰的炮火。战争研究所将此解释为表明頓涅茨克人民共和國部队在此日期之前已经完全控制了皮斯基。然而，阿夫迪伊夫卡市的军事管理局局长维塔利·巴拉巴什坚称，截至8月29日，俄軍只控制了皮斯基的一半。据报道，俄罗斯国防部部长谢尔盖·绍伊古于9月2日证实了皮斯基已被奪下。

## 結果
8月31日，战争研究所报道说，頓涅茨克人民共和國第11团正從皮斯基向西擊進，"把前线推进到顿涅茨克市更远的地方”。俄罗斯继续炮击阿夫迪伊夫卡。俄罗斯消息人士亦證實俄軍已开始向西推进，並占领了皮斯基地区的一个丘陵，第11团在通往该镇的道路上也占领了一座桥梁。